# Coptosperma graveolens
Coptosperma graveolens là một loài thực vật có hoa trong họ Thiến thảo. Loài này được (S.Moore) Degreef mô tả khoa học đầu tiên năm 2001.